# Контрас
Ко́нтрас (исп. Contras, сокращение от исп. contrarrevolucionarios, контрреволюционеры), первоначальное самоназвание Resistencias, Resistencieros, иногда Primos — никарагуанское военно-политическое движение, вооружённая оппозиция сандинистскому режиму. Вели гражданскую войну против правительства Даниэля Ортеги в 1980-х годах. Пользовались поддержкой американской администрации Рональда Рейгана, а также правительств Аргентины (Операция «Чарли»), Гватемалы и Гондураса. Объединяли различные политические силы, от бывших гвардейцев диктатора Сомосы до радикальных сандинистов, разочаровавшихся в правительстве СФНО. Единой организации не имели, структурировались в военно-политических формированиях от крайне правой до ультралевой направленности. Прекратили вооружённую борьбу и официально сложили оружие в 1990 году, после отстранения СФНО от власти в результате свободных выборов.

## Предпосылки движения
17 июля 1979 года Анастасио Сомоса Дебайле покинул Никарагуа под давлением наступавших на столицу сандинистов. На следующий день исполняющий обязанности президента Франсиско Уркуйо выступил с обращением, в котором похвалил Национальную гвардию и потребовал, чтобы «все нерегулярные силы сложили оружие». Однако 19 июля в Манагуа вступили отряды СФНО. Сандинистская революция одержала победу, диктатура Сомосы была окончательно свергнута. Первоначально подавляющее большинство населения поддерживало новый режим. Социальная база противников революции ограничивалась бывшими гвардейцами Сомосы и узким кругом убеждённых сомосистов.
Первую вооружённую антисандинистскую группировку уже 22 июля создал офицер Национальной гвардии Рикардо (Чино) Лау. 31 декабря эмигрировавшие в Гватемалу нацгвардейцы основали первую структуру движения Контрас — Легион 15 сентября. Его лидерами стали Чино Лау и Энрике Бермудес. Однако «Легион 15 сентября» оставался малочисленной организацией, объединявшей около пятидесяти человек, и его деятельность протекала в основном за пределами Никарагуа.
Положение менялось по мере ужесточения сандинистской политики. Режим СФНО быстро трансформировался в один из вариантов командно-административной системы. Осенью 1980 года СФНО объявил себя марксистской партией. Началась перестройка политического режима по образцу Кубы и СССР, политические репрессии, огосударствление экономики, в том числе аграрная коллективизация, административно-идеологическое давление на индейское население Москитного берега. Этапным событием стало убийство агентами DGSE председателя Союза сельскохозяйственных производителей Никарагуа Хорхе Саласара 17 ноября. Радикальные антисандинистские призывы стали встречать заинтересованный отклик многих никарагуанцев. Даже леворадикальные сандинисты проявляли недовольство, недовольные бюрократическим аппаратом и авторитарной политикой СФНО.
Таким образом, к концу 1980 года в Никарагуа сложились условия для вооружённого антисандинистского сопротивления, структурные формы которого создало движение контрас. Название Contras (сокращение от Contrarrevolucionarios, «контрреволюционеры») было дано правящими сандинистами. Оно не вполне адекватно отражало реальность, поскольку в вооружённую оппозицию перешли многие сторонники Сандинистской революции, включая некоторых командиров СФНО. Сами контрас первоначально предпочитали называть себя Resistencias или Resistencieros (исп. Resistencia — Сопротивление), симпатизировавшие крестьяне называли их Primos (обращение к родственникам). Однако термин «контрас» оказался наиболее устойчивым.

## Участники движения
Известные лидеры контрас обычно являлись антикоммунистическими политиками — как правого (Адольфо Калеро, Аристидес Санчес), так и левого (Альфонсо Робело, Эден Пастора) направления, офицерами Национальной гвардии (Энрике Бермудес, Роберто Кальдерон, Бенито Браво) и вожаками парамилитарных ополчений, существовавших с дореволюционных времён (Энкарнасьон Вальдвиа, Оскар Собальварро, Рамон Морено).
Иначе формировался рядовой и младший командный состав. По данным репрезентативных послевоенных исследований и опросов, значительное большинство контрас составляли молодые крестьяне, до войны далёкие от политики. 78 % демобилизованных контрас происходили из деревенских семей. Преобладали возрастные группы от 16 до 25 лет. 95 % опрошенных имели начальное образование. По оценкам Оскара Собальварро, до 70 % контрас ранее поддерживали СФНО или служили в сандинистской армии.
Эта статистика опровергает представление о преобладании в движении бывших гвардейцев Сомосы. Как правило, антисандинистские настроения совмещались с антисомосистскими.

Главные гражданские лидеры FDN, в первую очередь Адольфо Калеро и Артуро Крус, кажется, искренне стремится к созданию плюралистического демократического общества. Их экономические взгляды, хотя и далеки от воплощения принципов свободного рынка, явно предпочтительнее марксистской политики сандинистов и коррумпированной клептократии режима Сомосы. Большинство бойцов FDN происходят из крестьянского класса. Их вера в демократический капитализм проблематична, но мало что свидетельствует об их желании вернуться к авторитаризму времён Сомосы.

Однако тревожным признаком является повсеместное присутствие чинов Национальной гвардии и полиции Сомосы в военном командовании FDN… Само по себе это, конечно, не доказывает, что контрас стремятся восстановить правую диктатуру. Не каждый солдат и даже офицер Национальной гвардии почитатель Сомосы. Большинство политических лидеров контрас идеологически приемлемы. Но есть тревожная параллель между военными командирами контрас и их визави — сандинистскими команданте. В послереволюционной борьбе за власть умеренные демократические элементы проиграли потому, что марксисты имели больше оружия. Аналогичная проблема возникнет при победе контрас: гражданское руководство может оказаться под контролем военных с опытом сомосизма.

Тед Карпентер, эксперт Института Катона, июнь 1986.

В качестве идейных мотиваций назывались «борьба за демократию» и «борьба против коммунизма». Однако эти лозунги рассматриваются авторами исследований как «клише», приобретённые уже в составе формирований. Обычно причины прихода к контрас заключались в экономических экспроприациях (прежде всего конфискации крестьянских земельных участков) и политических преследованиях со стороны сандинистского правительства.

## Организационная структура
Движение контрас объединяло ряд организаций и групп, достаточно серьёзно различавшихся по идеологии. Распространено деление на «северных контрас», базировавшихся в Гондурасе, и «южных», действовавших с территории Коста-Рики. Более сильными в военном отношении и более правыми в идеологическом являлись «северные» — бывшие национальные гвардейцы и крестьяне-ополченцы. К «южным» относились преимущественно бывшие сандинисты и социал-либералы. Отдельную категорию составляли «индейские контрас».

### «Северные контрас»
- Никарагуанские демократические силы (Fuerza Democrática Nicaragüense, FDN) — крупнейшая военно-политическая организация движения. Учреждены 11 августа 1981 года на совещании в Майами по инициативе «Легиона 15 сентября», консервативного Никарагуанского демократического союза (Unión Democrática Nicaragüense, UDN) и Движения 11 ноября. Оперативные базы и тренировочные лагеря находились на территории Гондураса. FDN располагали вооружёнными формированиями Армии никарагуанского сопротивления — Ejército de la Resistencia Nicaragüense (ERN) и вели активные боевые действия в северных департаментах Никарагуа. Идеологически стояли на позициях жёсткого антикоммунизма. Политическими руководителями являлись бизнесмен Адольфо Калеро и юрист Аристидес Санчес. Видную роль в оперативном аппарате играл Роберто Феррей. Вооружёнными формированиями командовал бывший подполковник Национальной гвардии Энрике Бермудес. Из полевых командиров наибольшей известностью обладал Исраэль Галеано (Команданте Франклин). Подразделение спецназа возглавлял Хосе Габриэель Гармендиа (Команданте Яхоб). Гражданские отделы курировал Индалесио Родригес.
- MILPAS (Milicia Popular Anti-Sandinista, Народная антисандинистская милиция) — вооружённое крестьянское ополчение. Существовала с начала 1970-х, до 1979 года называлась Milicia Popular Anti-Somosista — Народная антисомосистская милиция. Объединяла в основном крестьян, боровшимся против принудительной коллективизации и огосударствления аграрного сектора[17], насаждения партийно-государственного регулирования и преследований католической церкви. Выступала в альянсе с городским политическим движением «Рабочий фронт». Первым лидером MILPAS был Педро Хоакин Гонсалес (Команданте Димас), после его гибели в августе 1981 выдвинулся Энкарнасьон Вальдвиа (Команданте Тигрильо), обычно считающийся основателем-организатором[18]. В рядах MILPAS начинал вооружённую борьбу Исраэль Галеано. Активную роль в войне играл также Оскар Собальварро.

FDN и MILPAS действовали в тесном военном взаимодействии, вплоть до слияния формирований. Это, наряду с американской помощью, обеспечивало «северным» контрас военное превосходство над «южными». Многие активисты одновременно состояли в обеих организациях. В то же время между бывшими национальными гвардейцами (прежде всего Бермудесом) и крестьянскими вожаками периодически возникали противоречия и конфликты.

### «Южные контрас»
- Никарагуанское демократическое движение (Movimiento Democrático Nicaragüense, MDN) — создано 22 апреля 1980 года, ещё до начала вооружённого противостояния. Вооружённых сил MDN не имело, но активно выступало в эмиграции как политическая оппозиция СФНО[19]. Занимало общедемократические и социал-либеральные позиции. Руководитель — инженер и бизнесмен Альфонсо Робело, видный деятель антисомосовской оппозиции, член сандинистской Правительственной хунты национальной реконструкции в 1979—1980.
- Революционно-демократический альянс (Alianza Revolucionaria Democrática, ARDE) — создан 15 апреля 1982 года известным сандинистским полевым командиром Эденом Пасторой после его разрыва с руководством СФНО[20]. ARDE был образован в результате объединения нескольких более мелких групп — Сандинистского революционного фронта (FRS — организация Пасторы), Широкого революционного фронта Никарагуа (Frente Emplio Revolucionario Nicaragüense, FERN — эмигрантская оппозиционная группа), Никарагуанских революционных вооружённых сил (Fuerzas Armadas Revolucionarias Nicaragüenses, FARN — организация братьев Эдмундо и Фернандо Чаморро Раппачиолли). Идеологически придерживался леворадикальных позиций. Действовал в южной и юго-западной части Никарагуа, базовые лагеря были расположены на северо-востоке Коста-Рики. Совершил ряд боевых рейдов, однако военная активность ARDE была гораздо ниже FDN. В 1986 году сандинисты организовали покушение на Пастору, но он остался жив[21].

С подачи Пасторы «южные контрас» по идеологическим причинам проводили политику самоизоляции. Не удалось даже объединение ARDE с MDN Альфонсо Робело, не говоря о взаимодействии с правыми FDN. Это сильно ограничивало военные возможности ARDE и не позволяло рассчитывать на американскую материальную помощь. Однако в 1986 году Пастора был отстранён от руководства, новое командование ARDE установило связь и координацию с «северными контрас».

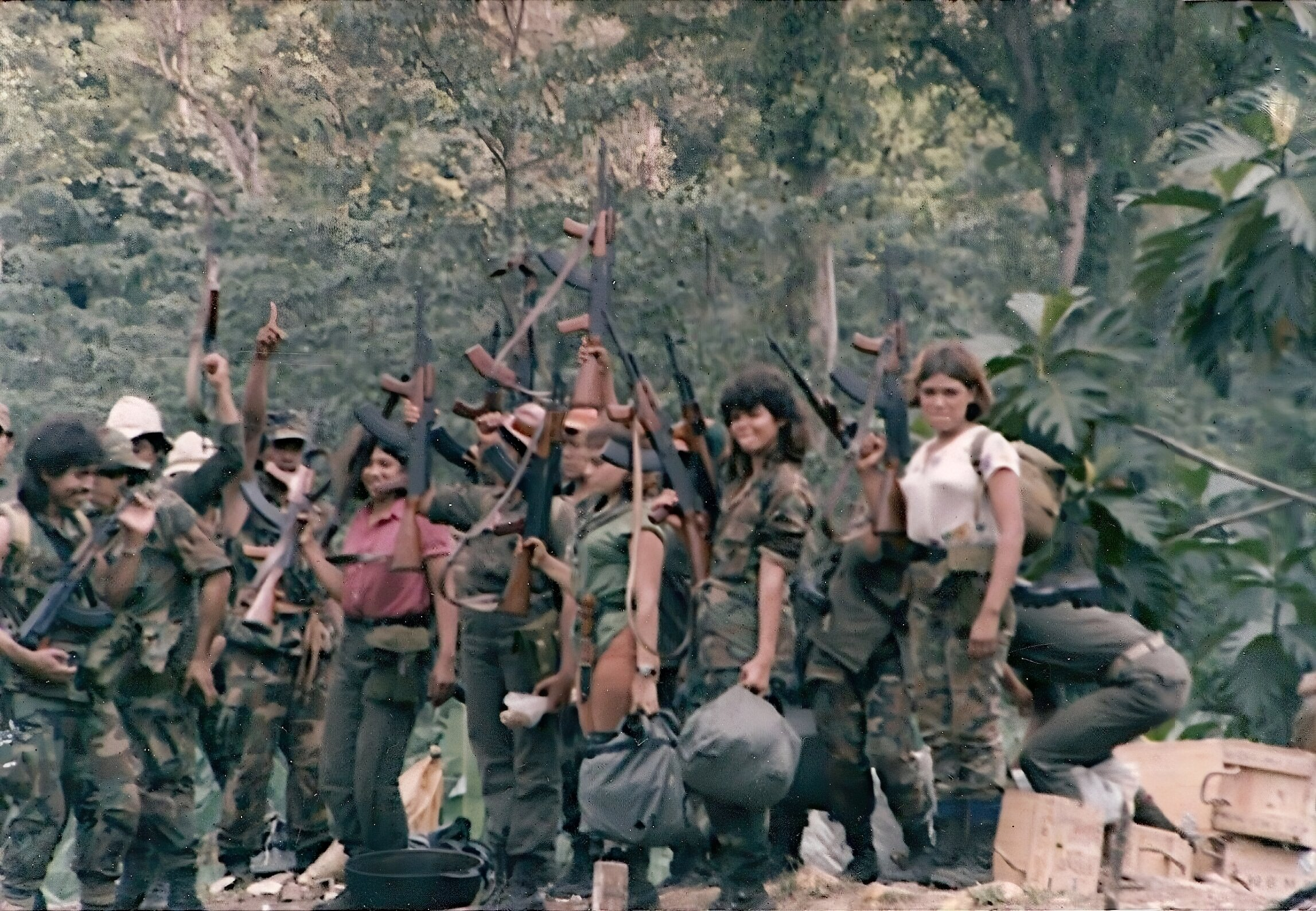
Женщины-коммандос из FDN и ARDE на совместных учениях

### «Индейские контрас»
- MISURA — первая из индейских организаций, существовала в 1981—1985. Объединяла индейцев мискито, сумо и рама (название организации образовано по первым слогам названий этих племён). Руководителем являлся Стэдман Фагот.

- KISAN (Единство индейцев никарагуанского побережья Атлантики) — создана Стэдманом Фаготом в сентябре 1985 года, после распада MISURA. Базировалось в лагере Рус-Рус на территории Гондураса, откуда совершало боевые рейды в Никарагуа. Впоследствии раскололась на две фракции: «KISAN за мир» (сторонники переговоров с правительством) и «KISAN за войну» («непримиримые»).

- MISURASATA (Miskito, Sumo, Rama, Asla Takanka)[26] — возникла позднее под руководством Бруклина Риверы.

- MISURASATA—SICC — фракция MISURASATA, объединявшая негров.

- FAUCAN (Объединённые вооружённые силы Атлантического побережья Никарагуа) — создана в марте 1986 года на базе фракции «KISAN за войну», деятельность которой была признана «неэффективной». В руководящий совет FAUCAN вошли Стэдман Фагот, Бруклин Ривера, представитель FDN Рохер Роман, а также иностранные военные специалисты — полковник гондурасской армии Санчес и майор Ли из ЦРУ США[25].

Вооружёнными отрядами мискито командовал Осорно Колеман.
В 1987 году организации индейских контрас объединились в союз YATAMA (Yapti Tasba Masraka Nanih Aslatakanka — «Сыновья Матери-Земли»).

### Коалиционные объединения
Организационная разрозненность движения контрас ограничивала его военную и политическую эффективность перед лицом консолидированного режима СФНО. Администрация США прилагала значительные усилия, чтобы консолидировать движение, предотвратить и уменьшить внутренние конфликты и соперничество.

#### Объединённая никарагуанская оппозиция
30 ноября 1984 года под давлением США состоялись переговоры лидеров контрас о координации действий, а также предоставлении им американской финансовой, материальной и военной помощи. В начале 1985 года в Майами прошёл Форум за свободу в Центральной Америке и Карибском бассейне, а в марте 1985 в столице Коста-Рики Сан-Хосе состоялось совещание политического и военного руководства контрас.
В результате 9 июня 1985 года было объявлено о создании первой коалиции контрас — Объединённой никарагуанской оппозиции (Unidad Nicaragüense Opositora, UNO). В неё вошли FDN, MDN, KISAN и группа Артуро Круса. Однако реальными боевыми силами располагали только FDN и KISAN, заключившие между собой альянс. Таким образом, Калеро, Бермудес, Санчес и Фагот игнорировали позиции Робело и Круса. При этом ЦРУ поддерживало FDN, тогда как Госдепартамент — невооружённые организации. В результате UNO распалась в феврале 1987 года.
Примерно тогда же, в июне 1985 года был образован «Оппозиционный блок Юга», в состав которого вошли четыре структуры под общим руководством ARDE. Однако в мае 1986 года этот блок также прекратил своё существование.

#### Никарагуанское сопротивление
В мае 1987 года была создана новая коалиция — Никарагуанское сопротивление (RN, Resistencia Nicaragüense), наиболее эффективный объединительный проект контрас. В состав RN вошли FDN, MDN, YATAMA, Социал-христианская партия, представители консервативной и либеральной оппозиции. Из заметных структур контрас вне нового объединения остался только ARDE.
Единоличного лидера в движении не появилосью Наиболее влиятельными фигурами оставались
- военный руководитель FDN, бывший подполковник Национальной гвардии Энрике Бермудес (Comandante 3-80)
- политический лидер FDN Адольфо Калеро
- стратег-организатор Аристидес Санчес
- начальник штаба RN Исраэль Галеано (Comandante Franklin)

Триада Калеро—Бермудес—Санчес, определявшая политику RN, а во многом и в целом политику контрас, получила название Triángulo de Hierro («Железный треугольник»).
Создание RN оказалось своевременным в свете скорого начала переговоров с правительством о мирном урегулировании.

## Общая численность
В начале 1982 года численность «контрас» составляла около 2 тысяч боевиков (в основном сосредоточенных на территории Гондураса). В ноябре 1983 года их количество увеличилось до 10 тысяч.
Масштабные операции правительственных сил на севере и юге страны, начавшиеся в июле 1985 года (в результате которых были разгромлены основные отряды ARDE и серьёзные потери понесли формирования FDN), принятый в 1985 году закон об амнистии и в сентябре 1987 года — закон о автономии коренного населения Атлантического побережья привели к резкому увеличению количества дезертиров. В период с декабря 1983 года (когда был принят первый декрет об амнистии) и до октября 1987 года добровольно прекратили вооружённую борьбу и сдались властям около 10 тысяч контрас. Кроме того, на родину вернулось 16 тысяч индейцев. Однако эти данные восходят к сандинистским источникам и могут быть тенденциозны.
По состоянию на 1988 год, на территории Гондураса насчитывалось 14 тысяч покинувших страну жителей Никарагуа, из них 11 тысяч составляли боевики «контрас» (при этом, общее количество сил «контрас» оценивали в 14 тысяч человек, из которых на территории Никарагуа находились около 2000). По другим данным, в 1986—1988 численность вооружённых формирований контрас достигала 17 тысяч.
На момент заключения мирных соглашений в 1990 году, общая численность «контрас» составляла 18-19 тысяч боевиков.

## Боевая и диверсионно-террористическая деятельность
Первые боевые акции контрас были отмечены в ноябре 1980 года. С 1981 года начались систематические рейды FDN на никарагуанскую территорию: диверсии, террористические акты, разрушение хозяйственных и стратегических объектов, бои с подразделениями сандинистской армии, полицейскими формированиями и боевыми группами актива СФНО. Основными районами военной активности «северных» контрас стали департаменты Матагальпа, Хинотега, Эстели. В 1982 был открыт «южный фронт» ARDE с коста-риканской территории.
В начальный период войны силы контрас несколько раз предпринимали попытки масштабного наступления с территории сопредельных государств с целью захвата и удержания территории: «Операция „Чёрная Луна“», «Операция „Красное Рождество“» в 1981 году и «План С» в 1982 году, в дальнейшем — «Марафон», «План Сьембра» и «Сьерра». Однако с середины 1985 года, в связи с усилением правительственных сил, «контрас» перешли к диверсионно-террористической деятельности, а объявленное в 1986 году наступление не состоялось.
Основной целью «контрас» были не столько прямые боестолкновения с правительственными силами, сколько дезорганизация государственной системы и экономической жизни, разрушение транспортных коммуникаций и линий связи, устрашение населения и изматывание противника беспрерывными нападениями на неохраняемые небольшие объекты — административные здания, больницы, школы, плантации (так, к июню 1986 года в сельской местности были уничтожены 50 медцентров, 239 школ, сожжено большое количество ферм и коллективных хозяйств). Характерна важная роль, которую играло в военной организации контрас спецподразделение Хосе Габриэля Гармендиа, прошедшее аргентинскую и израильскую спецподготовку.
Для ведения авиаразведки, воздушной войны и переброски грузов контрас получили самолёты и вертолёты (как правило, «стерильные» — то есть, не имевшие опознавательных знаков). Для нападений на побережье Никарагуа и небольшие морские суда «контрас» с лета 1983 года использовали скоростные штурмовые катера класса «Sea Raider» и «Piranha» с низким силуэтом, вооружённые пулемётами, скорострельными зенитными пушками и ракетами.
С целью пополнения своих рядов контрас похищали и уводили с собой людей. Международные правозащитные организации отмечали крайнюю жестокость контрас не только по отношению к своим политическим противникам, но и к гражданскому населению.
По официальным данным правительства Никарагуа в результате деятельности «контрас»,
- в 1981 году было убито — 53, ранено — 13, похищено и пропало без вести — 7 человек;
- в 1982 году было убито — 114, ранено — 52, уведено на сопредельную территорию, похищено и пропало без вести — 91 человек;
- в 1983 году было убито — 1030, ранено — 1323, уведено на сопредельную территорию, похищено и пропало без вести — 1153 человек;
- в 1984 году было убито — 1114, ранено — 516, уведено на сопредельную территорию, похищено и пропало без вести — 2469 человек[37].
- в 1990 году было убито — 41 (7 полицейских и 34 гражданских лиц)[38].

Масштабные боевые действия пришлись на 1983—1986 годы. Нанести серьёзное поражение правительственным войскам контрас не смогли. Иногда боевикам удавалось сформировать постоянно действующие партизанские отряды в северных департаментах. Но, несмотря на все усилия, не удалось взять под контроль сколько-нибудь обширную территорию, чтобы объявить на ней о создании альтернативного правительства. Тактика контрас сводилась к рейдам, боестолкновениям и диверсиям с последующим отступлением на территорию Гондураса.
Последнее крупное наступление контрас было предпринято под командованием Бермудеса и Галеано в конце 1987 — начале 1988. Тяжёлые бои на рубеже 1987—1988 развернулись в различных районах страны. С военной точки зрения они не привели к коренному перелому, однако сыграли важную политическую роль. На фоне перестроечных изменений внешней политики СССР сандинистское руководство вынуждено было пойти на переговоры о мирном урегулировании.
В то же время последняя масштабная наступательная операция сандинистской армии (Operación Danto 88) была проведена уже в 1988 году. Бои 1987—1988, особенно Operación Danto, командиры контрас считают наиболее тяжёлым и кровопролитным периодом гражданской войны.
По результатам военных действий к 1988 обозначилась «патовая ситуация»: контрас не могли свергнуть правительство, правительству не удавалось подавить контрас.
По состоянию на начало 1990 года общий ущерб экономике страны от действий «контрас» составил 3,5 млрд долларов США.

## Поддержка контрас со стороны США
На мировом уровне США были организованы дипломатическое давление, экономическая блокада и агрессивная «психологическая война» против Никарагуа (особенно жёсткие в период президента Рональда Рейгана). Военно-морские силы США осуществляли морскую блокаду побережья Никарагуа, отрабатывали «учения» (демонстрировали возможность военного вмешательства); группа связи южного командования войск США из Панамского канала осуществляла радиоконтроль территории страны. Свою тайную войну вели спецслужбы.
Финансовая, материальная и военная помощь «контрас» со стороны правительства и спецслужб США имела место уже в декабре 1981 года. В декабре 1981 года на американских военных базах Форт-Беннинг (штат Джорджия) и Форт-Льюис (штат Вашингтон) под руководством бригадного генерала Шольца началась подготовка сил «коммандос» из числа боевиков «контрас».
4 января 1982 года президент США Р. Рейган подписал секретную директиву (NSC-NSDD-17) о выделении для «контрас» 19 миллионов долларов, предоставлении им военной помощи и вербовки сторонников по линии ЦРУ США.
В декабре 1982 года конгресс США принял решение о выделении 19 млн долларов для оказания тайной помощи «контрас», ещё 10 млн долларов для оказания «неотложной военной помощи» было выделено ЦРУ США.
В 1983 году конгресс США принял решение о выделении 24 млн долларов для помощи «контрас».
В декабре 1983 года, в соответствии с директивой Совета национальной безопасности США для переброски грузов для «контрас» были выделены военно-транспортные самолёты ВВС США.
6 июня 1985 года конгресс США принял решение о выделении в марте 1986 года ещё 27 млн долларов для оказания «гуманитарной помощи» «контрас» (первоначально, Рейган требовал для них 42 млн долларов), а также официально разрешил министерству обороны США и ЦРУ США предоставлять «контрас» сведения разведывательного характера.
17 октября 1986 года конгресс США принял решение о выделении «контрас» ещё 100 млн долларов (из них, 70 млн было выделено на военную помощь и военную подготовку «контрас» и 30 млн. — на «иную помощь»).
В нарушение международного законодательства, поставка американскими спецслужбами оружия, боеприпасов и военного имущества для «контрас» производилась на вертолётах с эмблемой Красного Креста. В связи с этим, в июле 1987 года Международный комитет Красного Креста направил официальный протест правительству США.
В августе 1988 года конгресс США принял решение о выделении ещё 27 млн долларов для поставки «контрас» «продуктов, одежды, медикаментов и иной невоенной помощи».
В апреле 1989 года конгресс США принял решение о выделении ещё 67 млн долларов для поставки «контрас» «невоенной помощи» (из этой суммы 49,7 млн долларов были предназначены для поставки продуктов, одежды и медикаментов, и ещё некоторая сумма — на переселение «контрас» из мест их проживания)
Помимо прямой помощи со стороны правительства, спецслужб и государственных структур, США поощряли помощь «контрас» от коммерческих, общественно-политических и иных неправительственных организаций: так, сбором средств для «контрас» занимался «Фонд за свободу Никарагуа», который возглавлял Уильям Саймон (бывший министр финансов США); несколько миллионов долларов собрал «Американский совет за свободу в мире», который возглавлял отставной генерал Джон Синглауб. Эти и иные структуры являлись посредником между правительством США и «контрас»

### Операция «Tipped Kettle»
В начале 1980-х годов одной из основных проблем для администрации президента Рейгана, была организация поставок для «контрас» оружия и боеприпасов. Председатель комитета по разведке конгресса Эдвард Болланд провёл несколько законопроектов, прямо запрещавших американским разведывательным организациям снабжать контрас оружием, и глава ЦРУ Уильям Кэйси должен был получать специальное одобрение конгресса США на каждую поставку оружия. ЦРУ обошло это препятствие при помощи получения «пожертвований» оружия от иностранных государств: королевства Саудовская Аравия, султаната Бруней, КНР
В ходе боевых действий в Ливане ЦАХАЛ были захвачены огромные запасы вооружения палестинцев, в основном советского, китайского и египетского производства. В марте 1983 года команда ЦРУ изучила 300 тонн трофейного вооружения и признала это оружие подходящим для «контрас» (при его захвате нельзя было доказать источники получения). Первая партия, приобретённая за символическую цену в 100 тыс. долларов (стоимость упаковки и хранения) включала 20 тысяч автоматов, 1000 пулемётов, 110 миномётов, 90 безоткатных орудий, 1000 гранат и «большое количество боеприпасов», через год «жест доброй воли» повторился — в обмен на американское финансирование Израиль передал трофейное вооружение советского производства (включая тяжёлое) общей стоимостью 30 млн долларов.
О поставках «контрас» оружия из Израиля в начале 1987 года сообщил бывший командующий гондурасской армии, генерал В. Лопес.
В 1983 году директор ЦРУ У. Кейси и госсекретарь Дж. Шульц заключили соглашение о оплате правительством ЮАР поставок оружия и амуниции для «контрас», однако в конце 1986 года, после начала скандала «иран-контрас», сотрудничество было прекращено.
После переговоров, которые провели с правительственными чиновниками бывший помощник президента США по национальной безопасности Роберт Макферлейн, отставной генерал армии США Дж. Синглауб и полковник Оливер Норт во время визита в страны Юго-Восточной Азии, в период с июня 1984 года по март 1985 года Южная Корея и Тайвань выделили для оказания помощи «контрас» 10 млн долларов США. В марте 1987 года материалы о совершенной сделке были опубликованы в журнале «Far Eastern Economic Review».

### Дело «Иран — контрас»
В ноябре 1986 года в США разгорелся крупный политический скандал (позже названный Иран-контрас), когда стало известно о том, что отдельные члены администрации США организовали тайные поставки вооружения в Иран, нарушая тем самым оружейное эмбарго против этой страны. Дальнейшее расследование показало, что деньги, полученные от продажи оружия, шли на финансирование никарагуанских повстанцев-контрас в обход запрета Конгресса на их финансирование.
Для юридического прикрытия сделок по поставке оружия была основана фирма «Энтерпрайз», открывшая несколько оффшорных банковских счетов и торговых контор по поставкам оружия. В качестве её учредителей выступили связанный с ЦРУ отставной генерал-майор ВВС США Ричард Секорд и иранский эмигрант Альберт Хаким. Весной 1985 года «контрас» была передана первая партия оружия, приобретённая через «Энтерпрайз».
Операция была предана огласке, после того как 5 октября 1986 года над Никарагуа был сбит военно-транспортный самолёт C-123K с грузом военного назначения для «контрас». Выживший пилот, американец Юджин Хасенфус, был задержан правительственными силами и дал показания, что работает на ЦРУ. Вскоре после этого одна из ливанских газет предала огласке историю с продажей оружия Ирану.
В ходе скандала стало также известно о участии «контрас» в торговле наркотиками и организованных ими поставках кокаина в США. 17 апреля 1986 года правительство США официально признало участие некоторых «контрас» в торговле кокаином, но лишь после того, как в США были арестованы и начали давать показания о связях с «контрас» колумбиец Дж. Моралес и гражданин США Гэри Бетцнер, перевозившие партию кокаина из Коста-Рики в США, представитель ЦРУ в интервью «Newsweek» был вынужден официально признать факт участия «контрас» в поставках наркотиков в США.
В результате трёхлетнего расследования, проведённого комиссией Сената («Senate Committee on Foreign Relations, Subcommittee on Terrorism, Narcotics and Intemational Operations») было установлено, что на территории Коста-Рики под руководством ЦРУ действовало несколько подпольных структур, занимавшихся транспортировкой наркотиков (several different ClA-contra networks), общее руководство которыми по линии ЦРУ осуществлял оперативный работник ЦРУ Джон Халл (CIA operative John Hull), в состав ещё одной подобной группы входили граждане США из числа кубинских эмигрантов, нанятые ЦРУ для обучения «контрас» (a group of Cuban Amencans whom the CIA had hired as military trainers for the contras)

## Глобальный аспект
Вооружённый конфликт в Никарагуа рассматривался как важный элемент глобальной Холодной войны, а поддержка «контрас» как составная часть Доктрины Рейгана. 2 июня 1985 года Адольфо Калеро принял участие в международной конференции партизан-антикоммунистов, состоявшейся в ангольском городе Джамба.

## Переговорный процесс и мирное соглашение
В 1988 году между правительством Никарагуа и руководством контрас начались переговоры о прекращении боевых действий и политическом урегулировании. Первое соглашение было достигнуто между правительством и YATAMA 2 февраля 1988 года. Правительство признало автономию и преимущественные права индейцев на их традиционной территории Карибского побережья, YATAMA согласилась координировать с правительством использование экономических ресурсов и сообразовываться с общенациональным законодательством.
23 марта 1988 года, было подписано общенациональное Соглашение Сапоа между правительством и RN. Стороны договорились о прекращении огня, освобождении политзаключённых, возвращении эмигрантов, легализации оппозиции и политической реформе. На начало 1990 года назначались свободные выборы с участием всех политических сил Никарагуа. Соглашение означало окончание гражданской войны. Главную роль в успехе переговоров и мирном урегулировании сыграли Умберто Ортега и Адольфо Калеро.
Радикальные сандинисты (например, Ленин Серна) и радикальные контрас (прежде всего Энрике Бермудес) выступали против компромисса. Однако на СФНО оказала воздействие Москва, на RN — Вашингтон. СССР и США, в порядке нового политического мышления, демонстрировали ускоренное урегулирование региональных конфликтов.

## Последующие события

### Послевоенная адаптация
25 февраля 1990 года в Никарагуа состоялись свободные выборы президента и Национальной ассамблеи. Вопреки большинству прогнозов, СФНО потерпел поражение, победу одержал Национальный союз оппозиции. Первое правление СФНО закончилось. В то же время, политические организации контрас также не получили поддержки избирателей. Отторжение никарагуанским обществом всех участников гражданской войны стало её главным результатом.
В результате политики национального примирения, после избрания на пост президента Никарагуа Виолетты Барриос де Чаморро в апреле-мае 1990 года контрас прекратили боевые действия, многие из них вернулись в страну. В соответствии с соглашением, правительство предоставило бывшим контрас земельные участки в пяти сельских районах страны, помощь в обустройстве (дома для проживания, снабжение продуктами питания), рабочие места и гарантии безопасности (контрас вошли в состав полиции и местных органов власти).
Мирное урегулирование проходило в присутствии наблюдателей ООН и ОАГ, кроме того, на период с мая по июль 1990 года для наблюдения за процессами демобилизации, разоружения и расселения боевиков из группировок «контрас» Венесуэла направила пехотный батальон (700 военнослужащих).
Тем не менее, в течение 1991 года напряжённость в отношениях между бывшими контрас и сандинистами ещё сохранялась и иногда оборачивалась силовыми столкновениями.

### Реконтрас
В 1991 году несколько «полевых командиров» бывших контрас (ex-Contras) заявили о том, что правительство не выполняет соглашения и объявили, что вместе со своими сторонниками — Реконтрас (Recontras) готовы вновь взяться за оружие. Идеологом этого движения стал Аристидес Санчес, на роль организатора выдвигался Энрике Бермудес. В свою очередь, сторонники СФНО и демобилизованные солдаты начали объединяться в отряды для защиты от контрас; эти отряды получили название «Re-compas» — от «companeros», то есть «товарищи».
В июле 1991 года 80 вооружённых реконтрас атаковали полицейский участок в городе Килали, однако впоследствии конфликт был урегулирован.

### Партия бывших контрас
Впоследствии лидеры «контрас» предприняли попытку добиться политического влияния, была образована Партия никарагуанского сопротивления (PRN), но успеха среди населения она не имела — на муниципальных выборах эта партия получила менее 2 % голосов избирателей, и ни один из выдвинутых от партии кандидатов не одержал победы. На общенациональных выборах 1996, 2001, 2006 PRN блокировалась с правыми силами, Либерально-конституционной партией и Либеральным альянсом, поддерживала Арнольдо Алемана, Энрике Боланьоса, Эдуардо Монтеалегре.
Однако с 2006 года началось сближение партии бывших контрас с сандинистами. В PRN произошёл раскол, непримиримые покинули партию. 15 сентября 2006 представители СФНО и PRN подписали межпартийное соглашение о сотрудничестве, предусматривавшее альянс на выборах и включение представителей PRN в государственный аппарат в случае победы сандинистов. Лидер СФНО Даниэль Ортега был избран президентом. На президентских выборах 2011 года PRN вновь поддержала кандидатуру Ортеги.
Такая позиция — странная для партии, выросшей из антисандинистского движения — объяснялась общностью социальных целей, отвержением неолиберальных программ правой оппозиции, эволюцией СФНО в направлении традиционных католических ценностей, негативным отношением к политике, проводившейся в 1990—2006 году правительствами Барриос де Чаморро, Алемана и Боланьоса. Важную роль сыграла и «политика примирения», проводимая сандинистами, предполагающая социальные льготы демобилизованным контрас.

### 27 июня — «День контрас»
13 июня 2012 года Национальная ассамблея Никарагуа значительным большинством голосов учредила национальный праздник 27 июня — День никарагуанского сопротивления, мира, свободы, единства и национального примирения. В решении законодателей говорится о признании заслуг «никарагуанских мужчин и женщин, участвовавших в гражданской войне 1980-х годов и демобилизованных 27 июня 1990 года». Речь идёт о контрас, сложивших оружие согласно мирным договорённостям 1988 года между правительством СФНО и движением Никарагуанское сопротивление.
Соответствующий законопроект внесла Элида Мария Галеано, депутат от СФНО, сестра полевого командира контрас Исраэля Галеано, погибшего в автокатастрофе в 1992 году. Элида Галеано (в движении контрас получила прозвище Команданте Малышка) возглавляет Ассоциацию никарагуанского сопротивления имени Исраэля Галеано (ARNIG), но политически занимает просандинистские позиции и является депутатом от СФНО.
Радикальные контрас резко осудили принятый закон, считая его ещё одним проявлением сговора сандинистской верхушки с «изменниками делу сопротивления».

### Продолжение вооружённых атак
Движение «реконтрас», ставящее целью свержение власти СФНО и президента Даниэля Ортеги, активизировалось с конца 2000-х — начала 2010-х. Толчком для него послужило принятое в октябре 2009 года решение Верховного суда Никарагуа, отменившего конституционное ограничение президентства одним пятилетним сроком. В результате Ортега получил возможность вновь баллотироваться в президенты. При этом следует отметить, что в период правления Ортеги с 2007 года были убиты около 20 бывших командиров контрас, и все эти преступления остались не расследованы.
Возникли отряды Команданте Яхоба (убит в 2011), Команданте Чёрного Пабло (убит в 2012), Команданте Каскабеля (убит в 2013), Команданте Шерифа (убит в 2015) и другие аналогичные формирования, возобновившие вооружённые атаки. Чаще других при этом звучит название Fuerza Democratica Comandante 380 (FDC 380) — Демократические силы Команданте 380 (военный псевдоним Команданте 3-80 носил Энрике Бермудес).
Существенно, что своё идеолого-политическое происхождение FDC 380 проводят не только от Контрас, но и от Сандинистской революции. Правление Ортеги при этом ставится в один ряд с режимом Сомосы. Выдвигаются лозунги борьбы против диктатуры и угнетения, здравицы Никарагуанским демократическим силам 1980-х годов.
20 июля 2014 года в Матагальпе произошло комбинированное вооружённое нападение на сандинистов, возвращавшихся с празднования 35-й годовщины победы Сандинистской революции. Их автобусы были обстреляны из автоматического оружия. Погибли 5 человек, 19 получили ранения. Ответственность за атаку взяла на себя группа Вооружённые силы национального спасения — Армия народа (FASN—EP). Наблюдатели вновь заговорили о «возвращении контрас».
В марте 2012 года подпольная антисандинистская организация Comando de Justicia Nacional Rigoberto López Pérez, CRLP; Команда национальной справедливости Ригоберто Лопес Перес выступила с призывом к партизанской борьбе против «военной диктатуры Даниэля Ортеги». CRLP призвала антисандинистские организации — FDC 380, FASN—EP, Copan — к объединению в единый вооружённый фронт никарагуанских демократических сил.
Наиболее активные повстанческие организации, включая FDC 380 и FASN—EP, объединены в Никарагуанскую партизанскую координацию (CGN). С февраля 2015 года во главе FDC 380 и CGN стоит Роберто Паласиос — Команданте Запойоль.

## Активизация в легальной оппозиции
18 апреля 2015 года группа бывших командиров контрас во главе с Оскаром Собальварро (Команданте Рубен) объявила о создании антисандинистского оппозиционного блока Национальная коалиция за демократию. Крупнейшей структурой коалиции является Независимая либеральная партия Эдуардо Монтеалегре.
По словам Собальварро, задача партии и коалиции — свержение авторитарного режима Ортеги, возвращение Никарагуа на путь демократии и национального развития. При этом он подчеркнул, что речь идёт исключительно о мирной политической борьбе.

## Судьбы некоторых лидеров
После окончания гражданской войны
- Энрике Бермудес — организовывал движение реконтрас, убит в феврале 1991 года в Манагуа при невыясненных обстоятельствах[92].
- Аристидес Санчес — организовывал движение реконтрас, скончался в сентябре 1993 года.
- Адольфо Калеро — занимался юридической практикой, написал мемуары («Хроника Контрас»), скончался в 2012 году.
- Исраэль Галеано — был чиновником правительства Барриос де Чаморро, погиб в ДТП в 1992 году.
- Хосе Габриэль Гармендиа — был сотрудником госкомпании водоснабжения, возглавил отряд реконтрас, убит в боестолкновении в 2011 году.
- Энкарнасьон Вальдвиа Чаварриа — был активистом PRN, скончался в 2013 году.
- Артуро Крус — выступал с политическими заявлениями, скончался в 2013 году.
- Альфонсо Робело — был послом в Коста-Рике, занимается латиноамериканскими культурными программами.
- Эден Пастора — неудачно баллотировался в президенты, занимался рыболовным бизнесом, восстановил союз с СФНО, в 2010 году занял министерский пост в правительстве Даниэля Ортеги, находится в розыске Интерпола.
- Роберто Феррей — один из лидеров PRN, выступает как союзник СФНО.
- Индалесио Родригес — почётный председатель оппозиционной Независимой либеральной партии.
- Оскар Собальварро — оппозиционный политик, один из руководителей Независимой либеральной партии.
- Бруклин Ривера — руководитель партии YATAMA, депутат парламента от СФНО.
- Стэдман Фагот — примирился с СФНО, был губернатором региона RAAN, депутатом парламента от Либерально-конституционной партии, возглавлял Институт рыбного хозяйства.
- Осорно Колеман — лидер организации индейских ветеранов-контрас YAAD, оппозиционный политик.